# Quatuor à cordes K. 589

Le Quatuor à cordes no 22 en si bémol majeur K. 589 est le deuxième quatuor prussien de Mozart. 
Composé en mai 1790 à Vienne, il est le plus court de la série.

## Analyse de l'œuvre
Le quatuor comprend quatre mouvements :
1. Allegro, en si bémol majeur, à 
, 208 mesures
2. Larghetto en mi bémol majeur, à , 89 mesures
3. Menuetto (moderato), en si bémol majeur (trio en mi bémol majeur), à 
, 37 + 66 mesures
4. Allegro assai, en si bémol majeur, à 
, 155 mesures

- Durée d'exécution : 24 minutes.